# Haiderhof (Schneizlreuth)
Der Haiderhof (auch: Haidermühle) ist eine ehemalige Mühle am Fuße der Reiter Alm auf dem Gebiet der Gemarkung Jettenberg der Gemeinde Schneizlreuth. Obwohl abseits (gut 500 Meter Luftlinie westlich von Oberjettenberg) gelegen, hat das Anwesen die Straßenadresse Oberjettenberg 6.
Das Hauptgebäude steht unter Denkmalschutz und ist unter der Nummer D-1-72-131-17 in die Bayerische Denkmalliste eingetragen.

## Baubeschreibung
Bei der ehemaligen Haidermühle handelt es sich um einen stattlichen, zweigeschossigen Flachsatteldachbau mit Kniestock und gewölbtem Hausgang. Das heutige Gebäude ist im 18. oder 19. Jahrhundert entstanden.

## Geschichte
An der Stelle des Haiderhofs befindet sich seit etwa 500 Jahren ein landwirtschaftliches Anwesen. Bis in die 1950er Jahre wurde hier auch Landwirtschaft betrieben, danach führte die Eigentümerfamilie den Hof als Ausflugslokal. Nachdem der Hof viele Jahre verpachtet war und dieser Vertrag 2014 auslief, investierte die Familie in die Infrastruktur, um den Gaststätten- und Beherbergungsbetrieb selbst weiterzuführen. Nach einigen Problemen mit den Genehmigungen für Gaststätte und Beherbergungsbetrieb und einer vorübergehenden Schließung durch das zuständige Landratsamt bietet der Haiderhof nun wieder Brotzeiten und Übernachtungen an.

## Lage
Der Haiderhof befindet sich im Schneizlreuther Ortsteil Oberjettenberg, direkt am Zugang zur Aschauer Klamm, 300 Meter oberhalb (südöstlich) der Mündung des Aschauer Bachs in die Saalach. Der Aschauer Bach bildet hier die Grenze zur österreichischen Gemeinde Unken. Der Hof ist für Fahrzeuge nur über eine einspurige Schotterstraße erreichbar, Wanderer und Radfahrer können mehrere Wege nutzen, um zum Haiderhof zu gelangen.